# Льюїсбург (Огайо)
Льюїсбург (англ. Lewisburg) — селище (англ. village) в США, в окрузі Пребл штату Огайо. Населення — 1745 осіб (2020).

## Географія
Льюїсбург розташований за координатами 39°50′42″ пн. ш. 84°32′19″ зх. д. / 39.84500° пн. ш. 84.53861° зх. д. (39.845016, -84.538690).  За даними Бюро перепису населення США в 2010 році селище мало площу 2,78 км², уся площа — суходіл.

## Демографія
Згідно з переписом 2010 року, у селищі мешкало 1820 осіб у 710 домогосподарствах у складі 505 родин. Густота населення становила 654 особи/км².  Було 781 помешкання (281/км²).
Расовий склад населення:
| - 97,1 % — білих - 0,5 % — азіатів - 0,3 % — корінних американців - 0,2 % — чорних або афроамериканців |

До двох чи більше рас належало 1,9 %. Частка іспаномовних становила 0,8 % від усіх жителів.
За віковим діапазоном населення розподілялося таким чином: 27,3 % — особи молодші 18 років, 57,3 % — особи у віці 18—64 років, 15,4 % — особи у віці 65 років та старші. Медіана віку мешканця становила 36,2 року. На 100 осіб жіночої статі у селищі припадало 97,8 чоловіків;  на 100 жінок у віці від 18 років та старших — 92,4 чоловіків також старших 18 років.
Середній дохід на одне домашнє господарство  становив 55 189 доларів США (медіана — 46 369), а середній дохід на одну сім'ю — 61 058 доларів (медіана — 59 107). Медіана доходів становила 40 550 доларів для чоловіків та 30 588 доларів для жінок. За межею бідності перебувало 15,4 % осіб, у тому числі 34,3 % дітей у віці до 18 років та 1,6 % осіб у віці 65 років та старших.
Цивільне працевлаштоване населення становило 750 осіб. Основні галузі зайнятості: освіта, охорона здоров'я та соціальна допомога — 22,5 %, виробництво — 20,3 %, роздрібна торгівля — 10,5 %, будівництво — 8,7 %.